# Chiesa della Concezione (La Orotava)
La Iglesia de La Concepción di La Orotava è un edificio religioso situato a La Orotava, nella comunità autonoma Isole Canarie, e rappresenta una delle principali chiese di Tenerife. Per questa ragione è popolarmente chiamata la "Cattedrale-Basilica di La Orotava", pur non avendo ufficialmente nessuno di questi titoli.

## Storia e descrizione
La chiesa attuale è stata fondata nel 1788, e sorge sullo stesso sito occupato dalla cappella di fondazione risalente al tardo XV secolo. Nel 1948 il tempio è stato dichiarato Monumento Storico-Artistico Nazionale. Il suo elemento più caratteristico è la cupola, le cui forme sono ispirate alla cupola del duomo di Firenze in Italia.
Il ricco decoro interno in pietra è l'esempio più completo del barocco nelle isole Canarie, ed è stato realizzato dall'artista Patricio José García, che esprime attraverso simboli lo stretto legame tra le Canarie e l'America.
L'immagine dell'Immacolata Concezione è un'immagine italiana di Angelo Olivari.